# Victor Puiseux
Victor Alexandre Puiseux (Argenteuil (Val-d'Oise), 16 de abril de 1820 — Frontenay (Jura), 9 de setembro de 1883) foi um matemático e astrônomo francês.

## Vida
Ocupou a cadeira de mecânica celeste na Sorbonne. Introduziu novos métodos em seu trabalho sobre funções algébricas, e contribuiu para o avanço da mecânica celeste. Em 1871 foi eleito por unanimidade para a Academia Francesa.
Um de seus filhos, Pierre Puiseux, foi um famoso astrônomo.